# Neil Davidge
Neil Davidge (Bristol, 1962) è un produttore discografico britannico.
È conosciuto per la sua collaborazione con diversi artisti, come i Massive Attack, con i quali lavora come co-produttore dal 1996.
Ha collaborato anche con altri artisti, come Mos Def, David Bowie, The Prodigy, Sunna e Unkle.
L'11 aprile 2012 Davidge ha annunciato di aver preso parte al team di 343 Industries come compositore del nuovo capitolo del franchise di Halo: Halo 4.

## Discografia

### Dischi prodotti
- Mezzanine, Massive Attack - 1998
- One Minutes Science, Sunna - 1999
- 100th Window, Massive Attack - 2003

### Brani prodotti
- Hunter, Massive Attack
- Fake The Aroma, Massive Attack
- Wire, Massive Attack
- Hymn Of The Big Wheel, Massive Attack
- Dissolved Girl, Massive Attack
- Angel, Massive Attack
- Inertia Creeps, Massive Attack
- Rabbit In Your Headlights, Unkle feat. Thom Yorke
- If You Tolerate This, Manic Street Preachers
- Sailing On, Liz Fraser
- No Souvenirs, The Prodigy feat. 3D
- Exterminator, Primal Scream
- Powerstruggle, Sunna
- I against I, Mos Def
- Nature Boy, David Bowie
- 3 Libras, Perfect Circle
- Vaporizor, Lupine Howl
- Demos, The Dandy Warhols

### Colonne sonore prodotte
- Danny the Dog
- Halo 4
- Good People
- Monsters: Dark Continent

## Arte
Davidge ha partecipato alla creazione di alcune opere artistiche come Volume, installazione luminosa interattiva creata dalla United Visual Artists e Robert Del Naja.